# Muskegon Lumberjacks (1984–1992)
Die Muskegon Lumberjacks waren ein US-amerikanisches Eishockeyfranchise der International Hockey League aus Muskegon, Michigan. Ihre Heimspielstätte war die L. C. Walker Arena.

## Geschichte
Die Muskegon Lumberjacks setzten 1984 den Spielbetrieb der Muskegon Mohawks in der IHL fort. Der Klub konnte in den Saisons 1985/86 und 1988/89 den Turner Cup, die Meisterschaft der IHL, gewinnen. Insgesamt standen die Lumberjacks sechs Mal im Play-off-Finale. Seit 1985 kooperierten die Verantwortlichen der Lumberjacks mit denen der Edmonton Oilers aus der National Hockey League. Nachdem diese Kooperation im Jahr 1987 beendet wurde, bemühten sich die Pittsburgh Penguins um eine Zusammenarbeit beider Teams. Diese wurde schließlich eingegangen und bestand bis 1990.
Zum Ende der Saison 1991/92 zogen die Muskegon Lumberjacks nach Cleveland um und spielten dort unter dem Namen Cleveland Lumberjacks bis 2001 in der International Hockey League.

## Team-Rekorde

### Saisonrekorde
Tore: 62  Scott Gruhl (1984/85)
Assists: 82  Jock Callander (1986/87)
Punkte: 137  Dave Michayluk (1987/88)
Strafminuten: 450  Pat Mayer (1987/88)

### Karriererekorde
Tore: 335  Dave Michayluk
Assists: 436  Jock Callander
Punkte: 769  Dave Michayluk
Strafminuten: 1452  Mitch Wilson